# 판무관
판무관(辦務官, commissioner)이란 특정한 업무를 수행하도록 맡아 처리하는(= 판무[辦務]하는) 기관의 구성원 또는 장을 말한다.

## 같이 보기
- 옴부즈맨